# Toxiclionella impages
Toxiclionella impages is een slakkensoort uit de familie van de Clavatulidae. De wetenschappelijke naam van de soort is voor het eerst geldig gepubliceerd in 1848 door Adams & Reeve.